# پاتریک لایتنر
پاتریک لایتنر (انگلیسی: Patric Leitner؛ زادهٔ ۲۳ فوریهٔ ۱۹۷۷) لژسوار اهل آلمان بود.